# مولي أغيري
مولي أغيري (بالإنجليزية: Molly Aguirre)‏ هي متزلجة أمريكية، ولدت في 10 سبتمبر 1984.